# Trnávka (Pardubice)
Trnávka är en ort i Tjeckien. Den är belägen i regionen Pardubice, i den centrala delen av landet, 70 km öster om huvudstaden Prag. Trnávka ligger 207 meter över havet och antalet invånare är 200.
Terrängen runt Trnávka är platt. Runt Trnávka är det ganska glesbefolkat, med 42 invånare per kvadratkilometer. Närmaste större samhälle är Kolín, 18,6 km väster om Trnávka. Omgivningarna runt Trnávka är en mosaik av jordbruksmark och naturlig växtlighet.
Trakten ingår i den hemiboreala klimatzonen. Årsmedeltemperaturen i trakten är 8 °C. Den varmaste månaden är augusti, då medeltemperaturen är 20 °C, och den kallaste är januari, med −6 °C. Genomsnittlig årsnederbörd är 959 millimeter. Den regnigaste månaden är maj, med i genomsnitt 125 mm nederbörd, och den torraste är november, med 37 mm nederbörd.